# Coccobius languidus
Coccobius languidus är en stekelart som beskrevs av Huang 1994. Coccobius languidus ingår i släktet Coccobius och familjen växtlussteklar. Inga underarter finns listade i Catalogue of Life.